# Lawrence Peyton
Lawrence Peyton (27 de janeiro de 1895 - 10 de outubro de 1918), muitas vezes creditado como Larry Peyton, foi um ator de cinema estadunidense da era do cinema mudo, que atuou em 44 filmes entre 1913 e 1918. Teve uma breve carreira, interrompida pela morte em combate durante a Primeira Guerra Mundial, em 1918.

## Biografia
Lawrence Peyton nasceu em Hartford, Kentucky, em 1895. No cinema, atuou em dramas, westerns e comédias, estreando aos 18 anos no western curta-metragem The Range Deadline, da  Nestor Film Company, em 1913. Seguiu com a Majestic Motion Picture Company em 1914, e é mais lembrado pelo papel coadjuvante de Gaspard no filme Joan the Woman, dirigido por Cecil B. DeMille e estrelado por Geraldine Farrar para a Paramount Pictures em 1916, ou como James Montague na série de comédias western com o personagem Buck Parvin, dirigidas por William Bertram e estreladas por Art Acord no papel título, para a American Film Company, em 1915-16. Atuou pela Kalem Company, pela Universal Pictures, Fox Film, entre outras companhias. Pela Universal Pictures, atuou no seriado The Red Ace (1917), ao lado de Marie Walcamp, sob direção de Jacques Jaccard.
Seu último papel, creditado como Larry Peyton, foi no filme Rosalind at Redgate, dirigido e estrelado por Ruth Stonehouse para a Universal pictures, e que foi lançado um ano após sua morte.

## Vida pessoal e morte
Aos 23 anos, foi morto em combate na Primeira Guerra Mundial, enquanto servia no US Army's 813th Pioneer Infantry Regiment,e foi enterrado no Fère-en-Tardenois American Cemetery, na França.

## Filmografia parcial

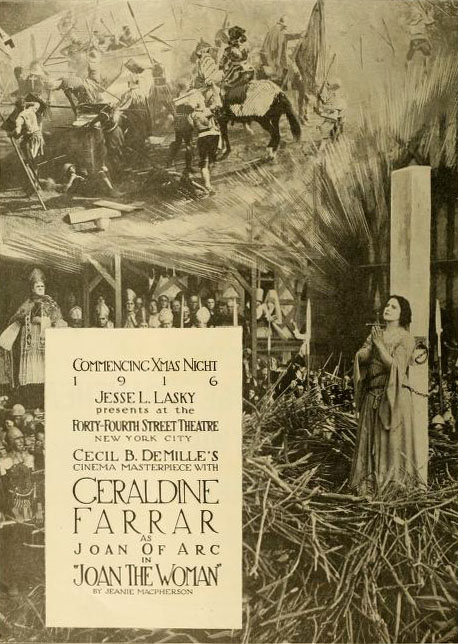
Joan the Woman, filme sobre Joana D'Arc realizado em 1916 por Cecil B. DeMille, em que Peyton interpretou Garpard.

- The Range Deadline (1913)
- The Sea Urchin (1913)
- The District Attorney's Duty (1914)
- Martin Eden (1914)
- My Best Girl (1915)
- The Unafraid (1915)
- A Gentleman of Leisure (1915)
- The Goose Girl (1915)
- Buck's Lady Friend (1915)
- Joan the Woman (1916)
- The Red Ace (1917)
- The Greater Law (1917)
- Ace High (1918)
- Rosalind at Redgate (1919)